# Полати

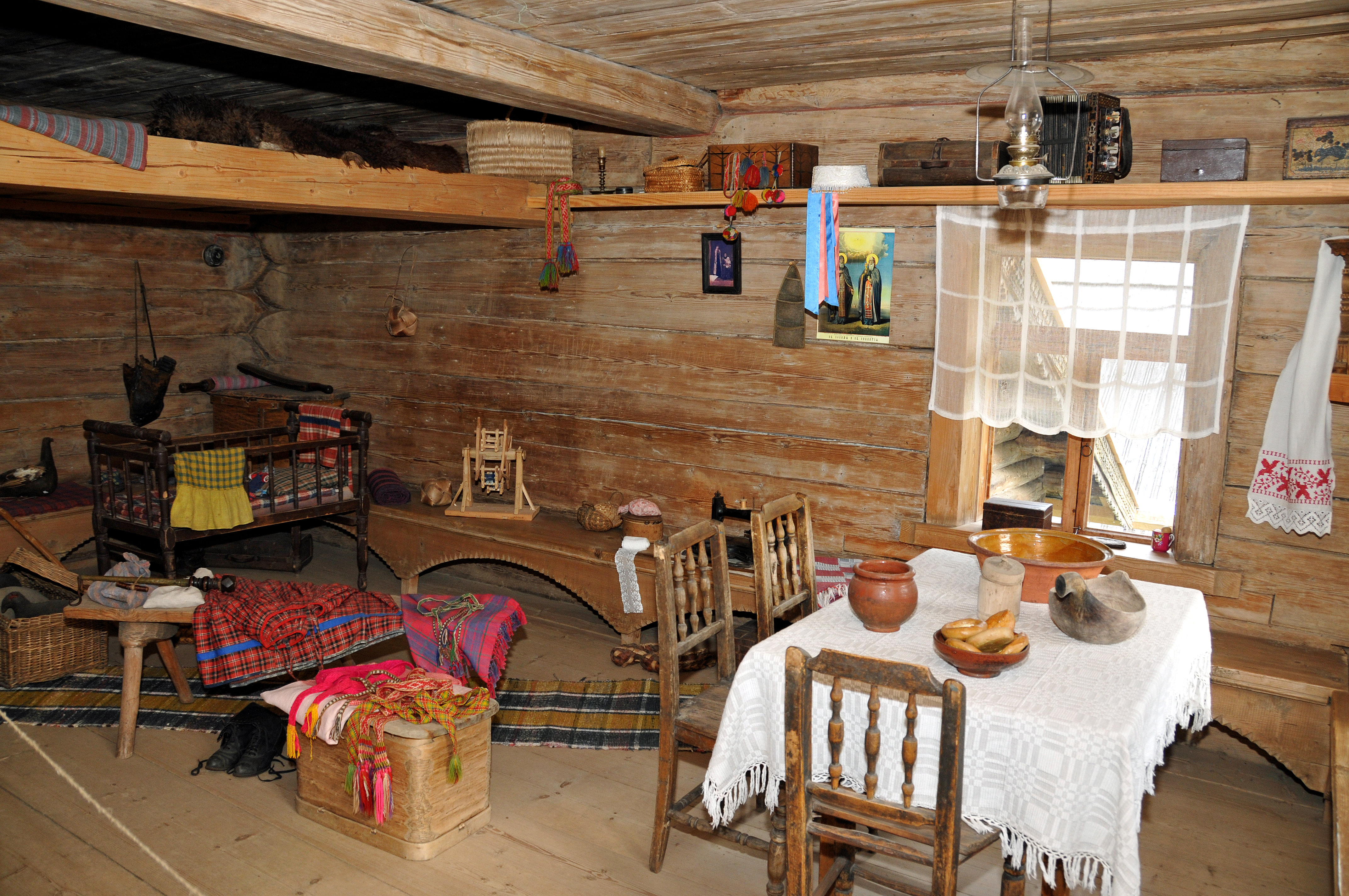
Интерьер дома М. Д. Екимовой в Витославлицах. В левом верхнем углу — полати

Пола́ти — лежанка, устроенная перед или между стеной избы и русской печью; деревянные настилы (нары), сооружаемые под потолком.
На полатях можно спать, так как печь долго сохраняет тепло. На полатях обычно может разместиться несколько человек (в лежачем положении).
Конструктивное устройство полатей различно. Обычно полати устраивают и закрепляют в углу двух пересекающихся стен. Свободный конец полатей закрепляется на вертикальной подвеске из бруса, заделанного одним концом в матицу. Часто полати устраивают на прогоне — брусе, одним концом врубленным в стену, другим — закреплённым в стойку, которая является, в свою очередь, поддержкой для угла русской печи.
Летом, когда печь для целей обогрева помещения не топят, на полатях можно хранить (и сушить) овощи (например, репчатый лук).
По В. И. Далю, «полати (от половина) — вообще, помост или подмост, настилка, поднятая выше пола и головы; затем: помост в крестьянской избе, от печи до противной стены (над дверьми, и к койнику, либо по другую сторону, к кути); три угла полатей примыкают к стенам, четвёртый к голбцу, или палатному столбу, а настилка лежит, в одну сторону от столба, на палатном брусе, в другую же — на воронце; это род полуэтажа, антресолей, полезных, ради тесноты в избе и для тепла; общая спальня. Встарь полати бывали и в боярских хоромах».
В древней Руси полатями также назывались хоры в храмах, придел в верхнем церковном ярусе, верхняя церковь. «В тех церквах только на полатях пели».
На Дону и в Воронеже полатями называли также чердак, подволоку, истопку, верх дома.
В оборонительном строительстве полати — боевая площадка вдоль тыновой стены с внутренней стороны крепости.
В бурении полатями называют площадку для рабочего в верхней части мачты буровой установки

## История
Согласно археологическим данным, полати появились в жилищах восточных славян во второй половине первого тысячелетия н. э. Раскопки в Поднепровье подтверждают первичное расположение полати — вдоль напольной стены от печи до боковой стены. Северный край полати опирался на дощатую стенку, размещенную между двумя столбиками с северной стороны печи. Давние славяне обустраивали полати на высоте примерно 0,5—1 м от пола.
Некоторые исследователи, основываясь на данных анализа конструкции и самом происхождении слов пол, полати, считают, что изначально такой тип спального места преобладал на юге восточнославянских земель и только в XVII—XVIII столетиях распространился на север.